# Teodosio di Auxerre
Teodosio (... – Auxerre, 17 luglio VI secolo) è stato vescovo di Auxerre nella prima metà del VI secolo. È venerato come santo dalla Chiesa cattolica.
La diocesi di Auxerre conserva un antico testo, le Gesta pontificum Autissiodorensium, databile alla fine del IX secolo e composto sullo stile del Liber pontificalis della Chiesa di Roma, nel quale Teodosio compare al 12º posto nella lista dei vescovi di questa antica diocesi, tra i vescovi Orso e Gregorio.
Storicamente, Teodosio è documentato in due occasioni. Il 10 luglio 511 fu tra i partecipanti del concilio di Orléans, celebrato sotto la presidenza di Cipriano di Bordeaux. All'incirca nello stesso periodo fu destinatario, assieme a Leone di Sens ed Eraclio di Parigi, di una lettera di san Remigio di Reims, che li rimproverava per aver criticato il suo atteggiamento nei confronti di un prete che aveva ordinato.
Secondo il racconto delle Gesta, Teodosio governò la Chiesa di Auxerre per 8 anni e 28 giorni, morì a 75 anni il 17 luglio e fu sepolto nella chiesa di Saint-Germain d'Auxerre. Alla stessa data il suo nome è commemorato nel martirologio geronimiano. Nel 1634 il vescovo di Auxerre Dominique Séguier procedette alla ricognizione dei resti del santo conservati nella cripta di San Germano.
L'odierno Martirologio Romano, riformato a norma dei decreti del concilio Vaticano II, fa memoria del santo vescovo il 17 luglio con queste parole: